# Oranjegekte

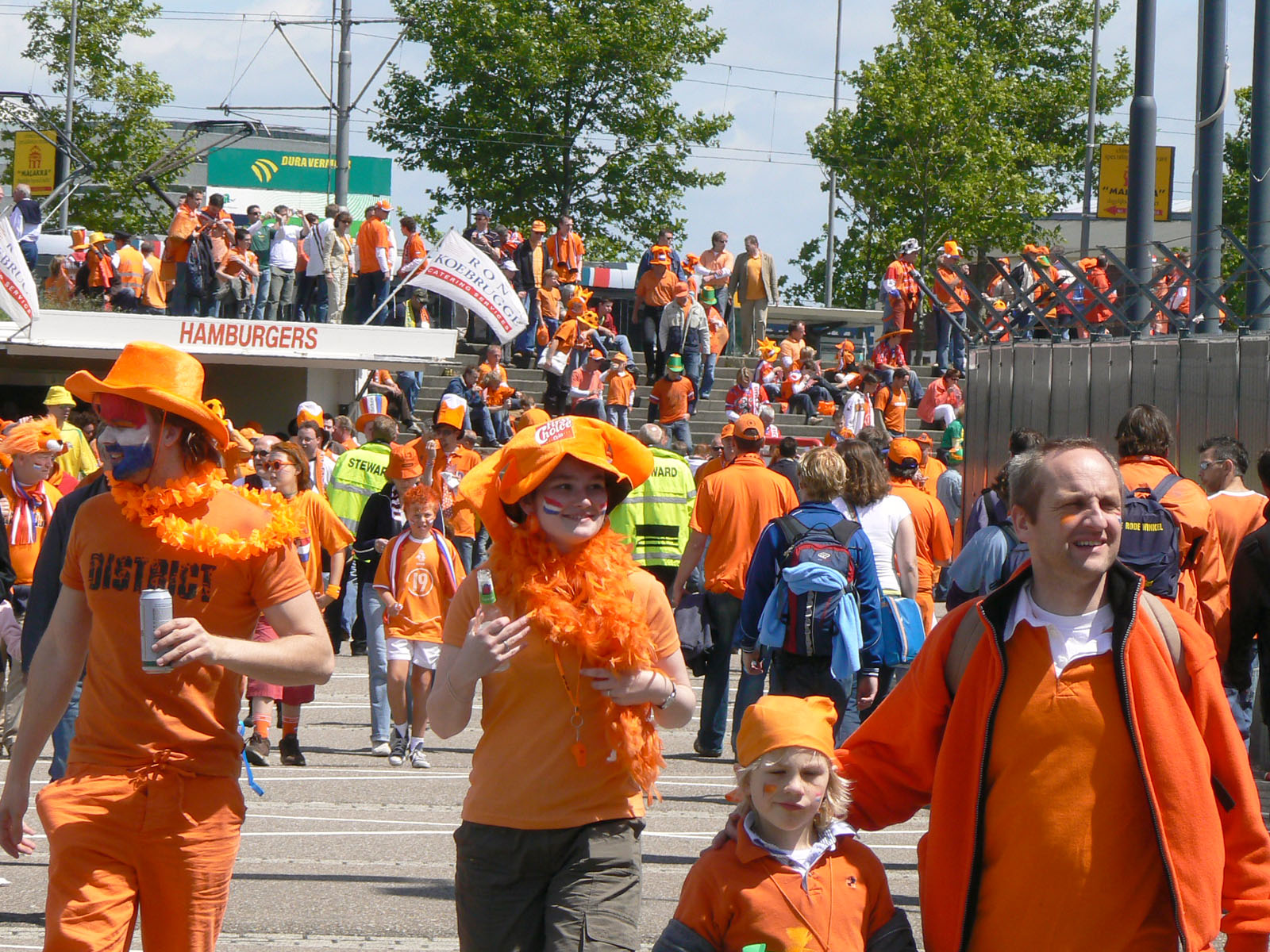
Oranjegekte: Nederland-Australië

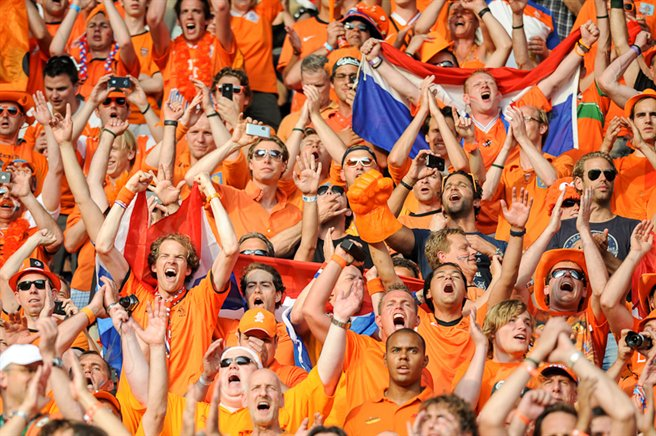
Nederland-Denemarken 2012

Oranjegekte of Oranjekoorts is een verschijnsel dat zich voordoet onder delen van de Nederlandse bevolking, voornamelijk bij belangrijke internationale sportwedstrijden waarbij Nederland vertegenwoordigd is en op Koningsdag. Het manifesteert zich onder andere in het dragen van oranje kleding, zoals oranje T-shirts, petjes, sjaals, het oranje verven van het hoofdhaar, een Nederlandse vlag schminken, en het versieren van muren, kamers, huizen en zelfs straten met oranje versierselen zoals slingers en vlaggen. De kleur oranje staat symbool voor de nationale kleur van Nederland door de naam Oranje-Nassau van de Nederlandse Koninklijke Familie. 
Tijdens het Wereldkampioenschap voetbal van 2022 dat niet in de zomer, maar in de winter werd gespeeld, waren vanwege het feit dat het in die periode langer donker was straten ook oranje verlicht. Dit maakte de oranjegekte ook goed zichtbaar in het donker.
Het verschijnsel Oranjegekte begon tijdens het wereldkampioenschap voetbal van 1974, toen in oranje uitgedoste fans het nationale team achterna reisden.

## Commercie
Voor de commercie is het verschijnsel zeer belangrijk, aangezien het in een grote omzet van oranje artikelen, chips en bier resulteert. Bedrijven komen met speciale oranje-uitgaven van hun algemene producten. In reclame wordt hier veelal op ingespeeld. Tijdens het Wereldkampioenschap voetbal bijvoorbeeld, bevatten bijna alle reclames een verwijzing naar het WK. Hetzelfde geldt bij het Europees kampioenschap voetbal. Dan bevatten bijna alle reclames een verwijzing naar het EK. Verder werden speciale EK- en WK-gadgets een rage, zoals de Bavaria Leeuwenhose en DutchDress, de Heineken hoed, de wuppies, welpies, beesies en Hup Holland Hamsters van Albert Heijn en de Roy Donders-juichpakken van Jumbo. Ook zijn vele reclames tijdens een eindtoernooi aangepast. Deze reclames verdwijnen echter weer van de buis als het Nederlands Elftal wordt uitgeschakeld. 
Een televisiereclame van dertig seconden tijdens het EK 2008 rondom de wedstrijden van het Nederlands Elftal kostte gemiddeld € 80.000, maar het marktaandeel was dan ook groot, zoals bij de eerste wedstrijd van oranje tegen Italië die door 7 miljoen Nederlanders werd bekeken.
Rond een WK of EK brengen vele tientallen artiesten een single uit ter gelegenheid van het voetbalevenement. Meestal zijn dit carnavalsachtige, kleine, kortstondige hitjes (zoals Viva Hollandia van Wolter Kroes). Het merendeel komt echter nooit in de buurt van de hitlijsten. Een uitzondering was Wij houden van Oranje (1988).

## Buitenland
Oranjegekte komt niet alleen voor binnen Nederland, maar ook binnen Caribisch Nederland en in de andere landen binnen het Koninkrijk der Nederlanden. Oranjegekte komt ook voor in bepaalde delen van Indonesië. Dit is met name op Ambon en de rest van de Molukken en in Westelijk Nieuw-Guinea, waar de spanning met het Indonesische gezag en de onderdrukking van de Papoease identiteit leidt tot Oranjegekte bij wijze van protest.

## Afbeeldingen

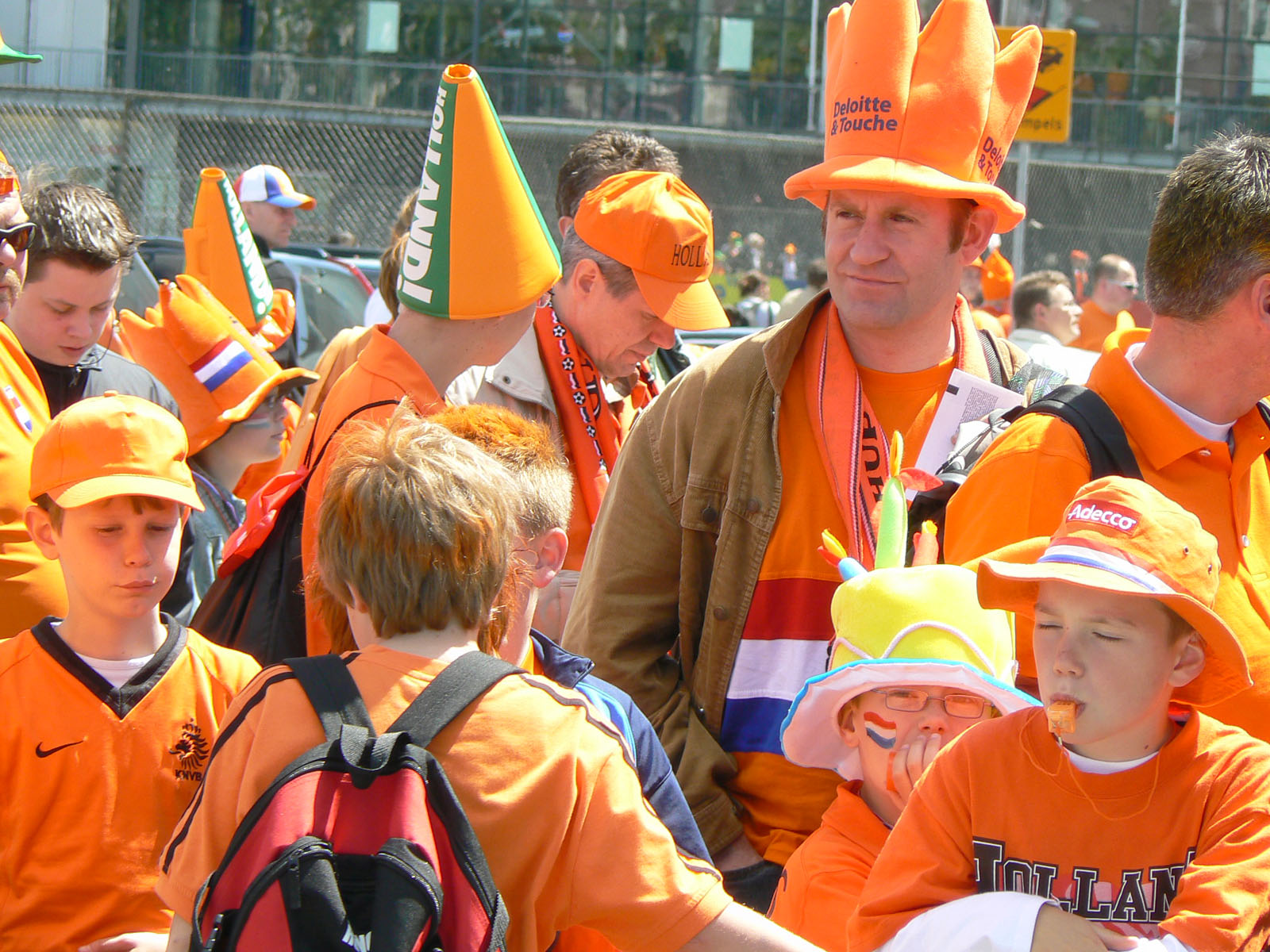
Uitdossing
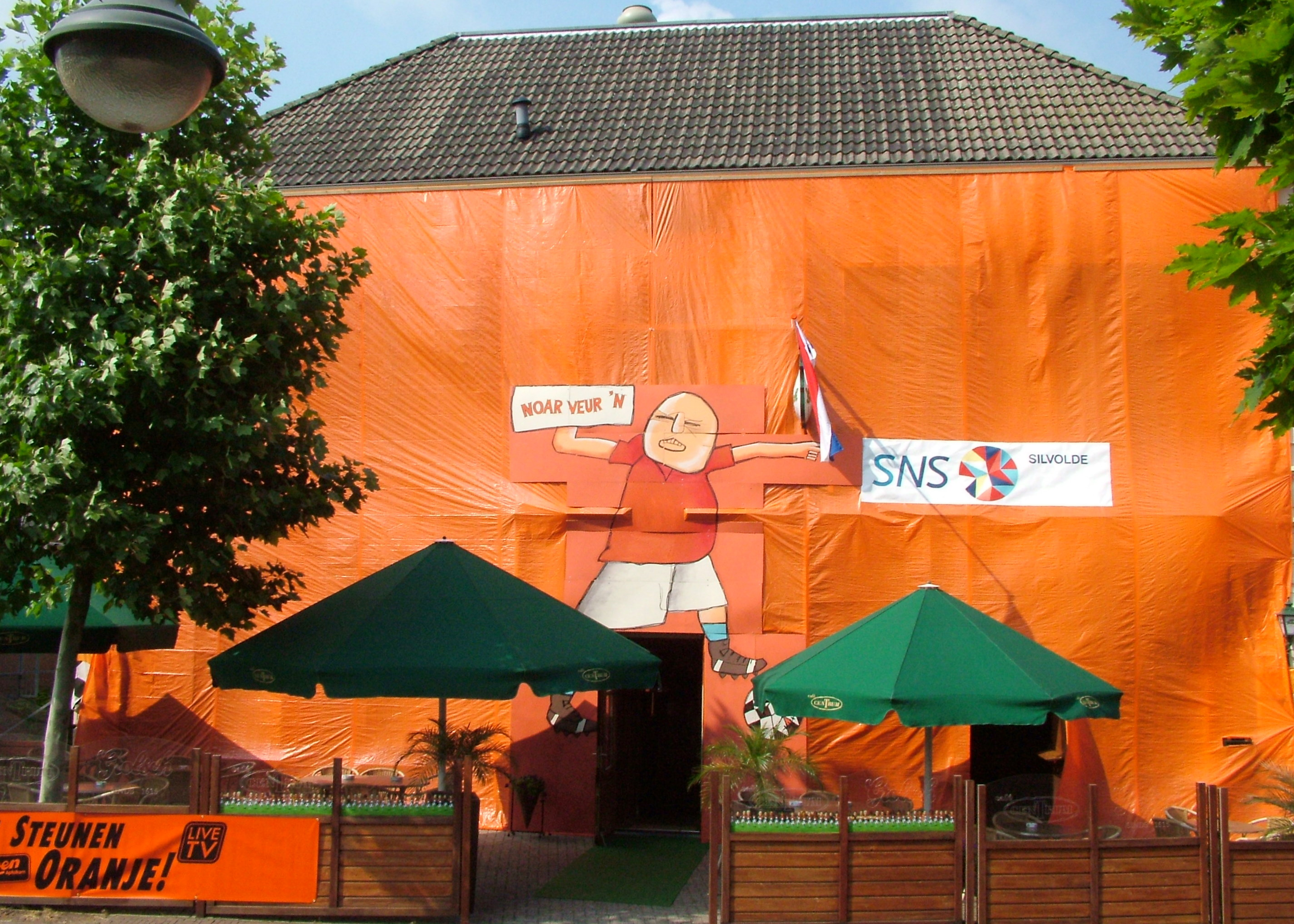
Caféversiering
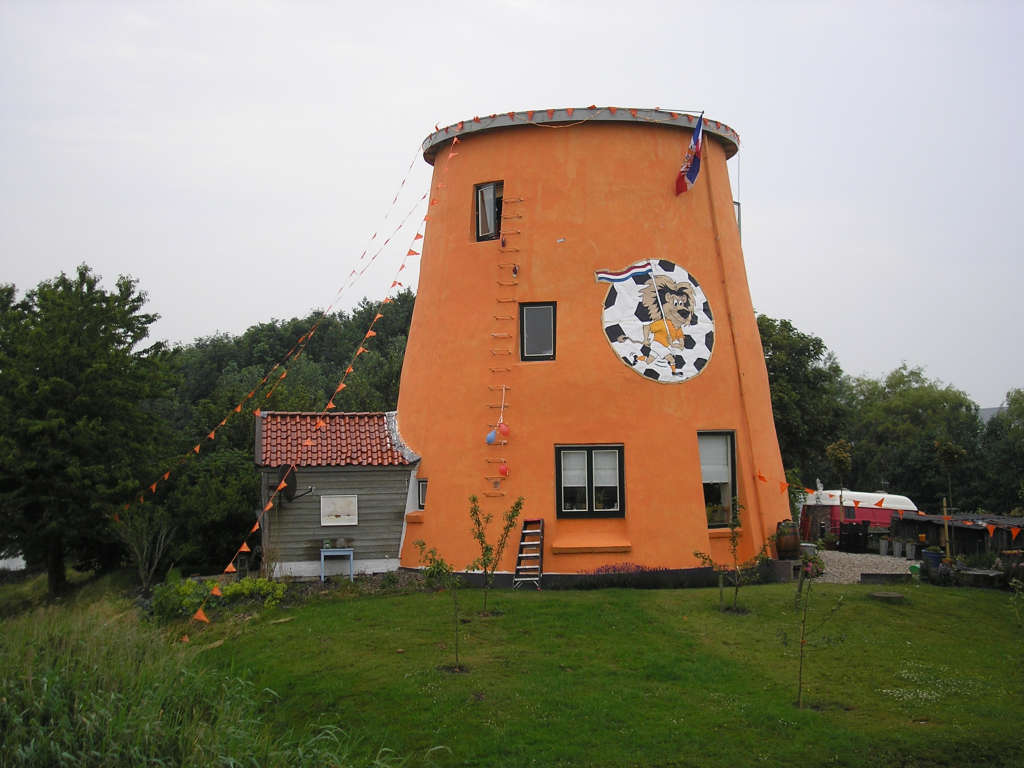
Gedecoreerde molen
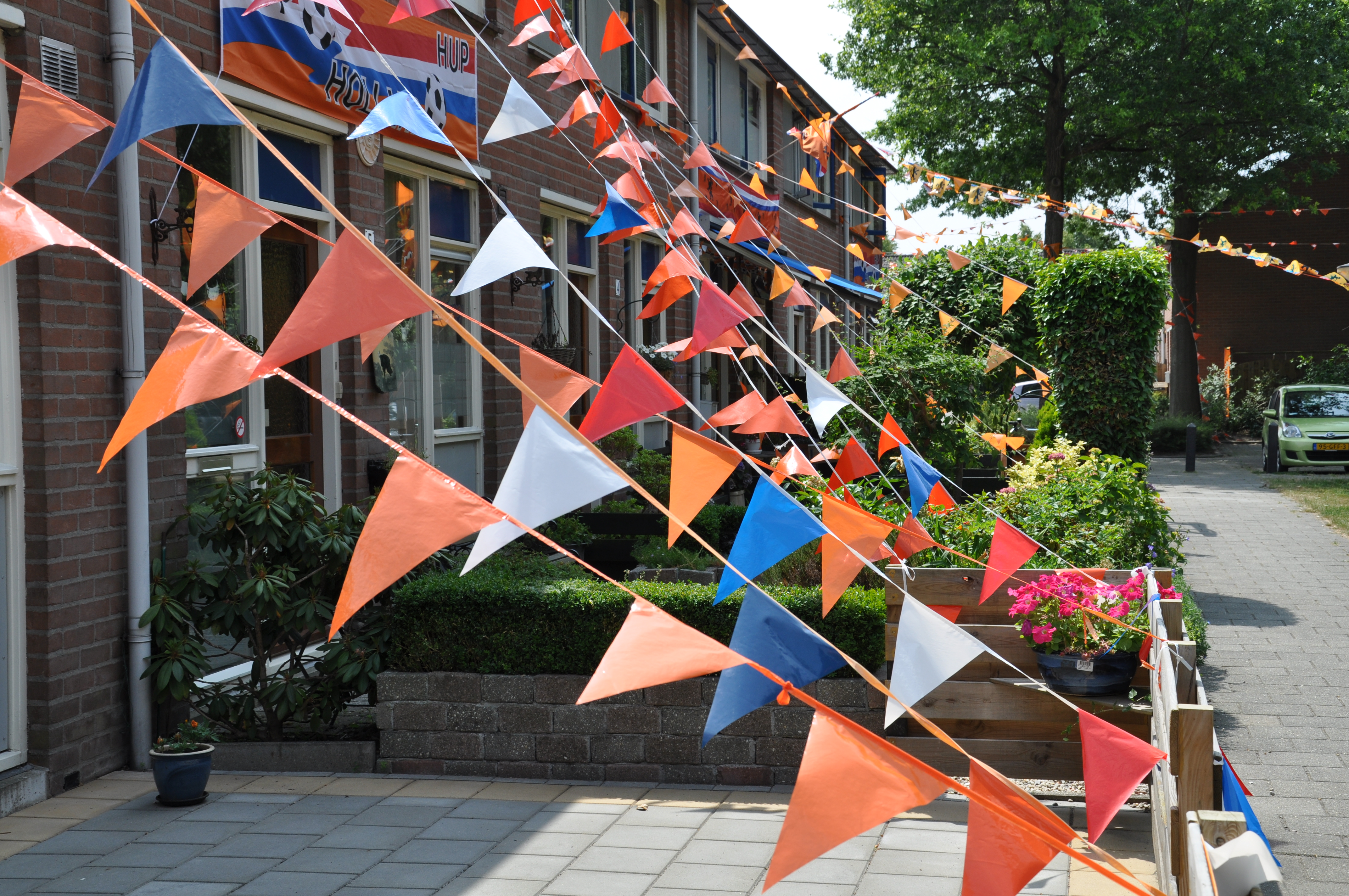
Vlaggetjesdecoratie
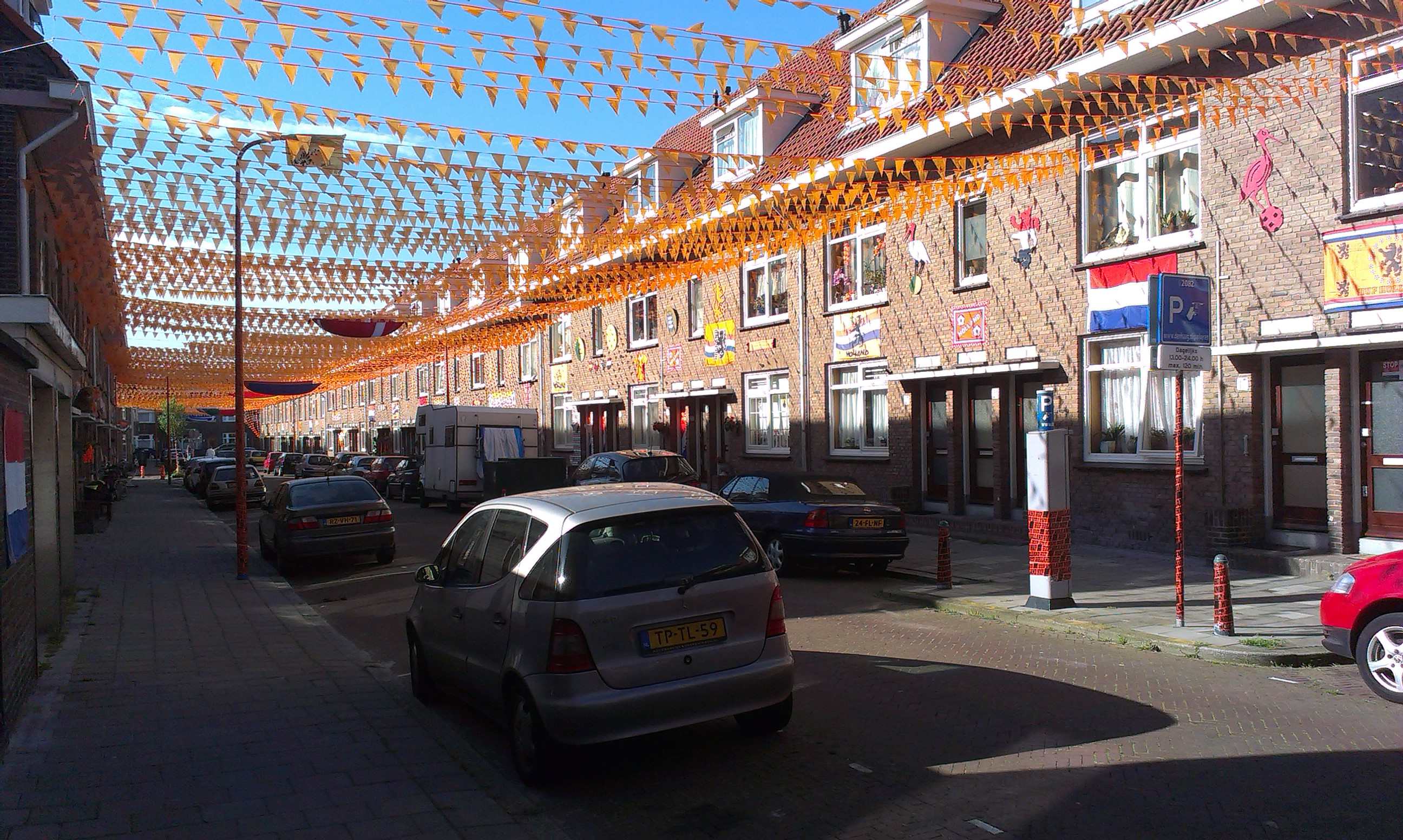
Straatversiering
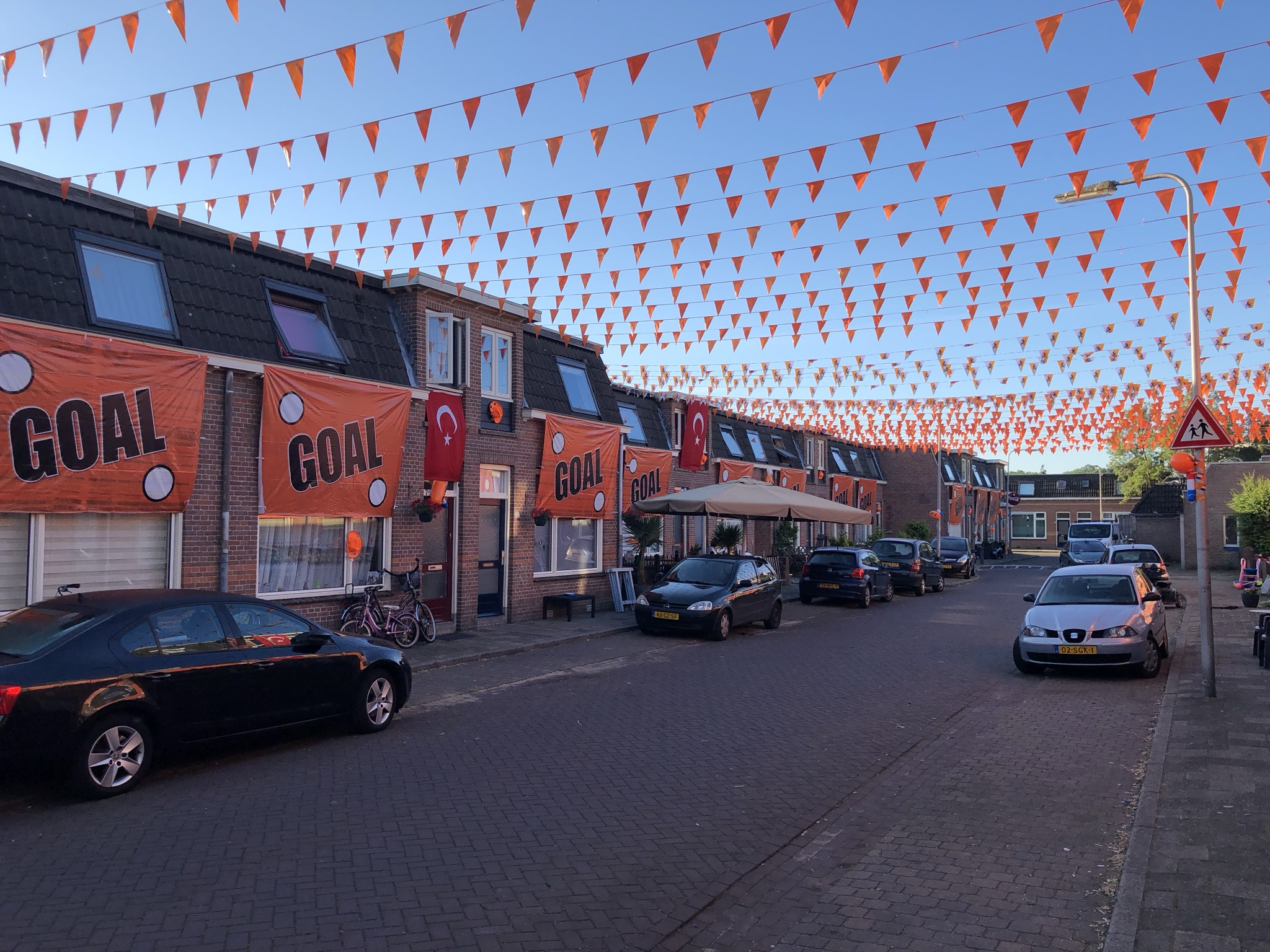
Straatversiering

KNVB ·
A-internationals ·
Bondscoaches (m) ·
Topscorers ·
Nederlands vrouwenelftal ·
Bondscoaches (v) ·
Nederland B ·
Olympisch elftal ·
Jong Oranje ·
Nederland –20 ·
Nederland –19 ·
Nederland –18 ·
Nederland –17 ·
Nederland –16 ·
Nederland –15 ·
Nederlands amateurelftal ·
Nederlands zaterdagelftal ·
Jong OranjeLeeuwinnen ·
Vrouwen –20 ·
Vrouwen –19 ·
Vrouwen –18 ·
Vrouwen –17 ·
Vrouwen –16 ·
Vrouwen –15 ·
Militair mannenelftal ·
Militair vrouwenelftal ·
Strandteam ·
Vrouwen Strandteam ·
Futsalteam ·
Vrouwen Futsalteam

EK-wedstrijden ·
WK-wedstrijden ·
Resultaten kwalificaties en eindronden ·
Nederland B-wedstrijden ·
Officieuze wedstrijden ·
EK-wedstrijden vrouwen ·
WK-wedstrijden vrouwen ·
Resultaten vrouwen kwalificaties en eindronden
1905 – 1919 ·
1920 – 1929 ·
1930 – 1939 ·
1940 – 1949 ·
1950 – 1959 ·
1960 – 1969 ·
1970 – 1979 ·
1980 – 1989 ·
1990 – 1999 ·
2000 – 2009 ·
2010 – 2019 ·
2020 – 2029
2015 ·
2016 ·
2017 ·
2018 ·
2019 ·
2020 ·
2021 · 
2022
EK's: 1976 · 
1980 · 
1988 · 
1992 · 
1996 · 
2000 · 
2004 · 
2008 · 
2012 · 
2020 · 
2024
WK's: 1934 · 
1938 · 
1974 · 
1978 · 
1990 · 
1994 · 
1998 · 
2006 · 
2010 · 
2014 · 
2022
OS: 1908 ·
1912 ·
1920 ·
1924 ·
1928 ·
1948 ·
1952 ·
2008
Albanië ·
Andorra ·
Argentinië ·
Armenië ·
Australië ·
België ·
Bosnië en Herzegovina ·
Brazilië ·
Bulgarije ·
Canada ·
Chili ·
China ·
Colombia ·
Costa Rica ·
Curaçao ·
Cyprus ·
DDR ·
Denemarken ·
Duitsland ·
Ecuador ·
Egypte ·
Engeland ·
Estland ·
Faeröer ·
Finland ·
Frankrijk ·
GOS · 
Georgië ·
Ghana ·
Gibraltar ·
Griekenland ·
Hongarije ·
Ierland ·
IJsland ·
Indonesië ·
Iran ·
Israël ·
Italië ·
Ivoorkust ·
Japan ·
Joegoslavië ·
Kameroen ·
Kazachstan ·
Kroatië ·
Letland ·
Liechtenstein ·
Luxemburg ·
Malta ·
Marokko ·
Mexico ·
Moldavië ·
Montenegro ·
Nederlandse Antillen ·
Nigeria ·
Noord-Ierland ·
Noord-Macedonië ·
Noorwegen ·
Oekraïne ·
Oostenrijk ·
Paraguay ·
Peru ·
Polen ·
Portugal ·
Qatar ·
Roemenië ·
Rusland ·
Saarland ·
San Marino ·
Saoedi-Arabië ·
Schotland ·
Senegal ·
Servië en Montenegro ·
Slovenië ·
Slowakije ·
Sovjet-Unie ·
Spanje ·
Suriname ·
Thailand ·
Tsjechië ·
Tsjecho-Slowakije ·
Tunesië ·
Turkije ·
Uruguay ·
Verenigd Koninkrijk ·
Verenigde Staten ·
Wales ·
Wit-Rusland ·
Zuid-Afrika ·
Zuid-Korea ·
Zweden ·
Zwitserland
Argentinië (1978) ·
Argentinië (2006) ·
Argentinië (2014) ·
Argentinië (2022) ·
Australië (2014) ·
Brazilië (2014) ·
Chili (2014) · 
Costa Rica (2014) ·
Denemarken (2010) ·
Denemarken (2012) ·
Duitsland (2012) · 
Ecuador (2022) · 
Frankrijk (2008) ·
Italië (2008) ·
Ivoorkust (2006) ·
Japan (2010) ·
Kameroen (2010) ·
Mexico (2014) · 
Noord-Macedonië (2021) · 
Oekraïne (2021) · 
Oostenrijk (2021) · 
Portugal (2006) ·
Portugal (2012) ·
Portugal (2019) ·
Qatar (2022) ·
Roemenië (2008) ·
Rusland (2008) ·
San Marino (2011) ·
Senegal (2022) ·
Servië en Montenegro (2006) ·
Sovjet-Unie (1988) ·
Spanje (2010) ·
Spanje (2014) ·
Tsjechië (2021) · 
Uruguay (2010) ·
Verenigde Staten (2022) · 
West-Duitsland (1974)